# Fabrice Tao
Pour les articles homonymes, voir Tao (homonymie).

a Compétitions nationales et continentales officielles uniquement.

Dernière mise à jour le 11 juillet 2021.
Fabrice Tao, né le 23 novembre 1985 à Nouméa, est un joueur français de rugby à XV qui évolue au poste de centre.

## Biographie
Né à Nouméa, Fabrice Tao commence le rugby à 11 ans dans les quartiers du Mont-Dore, dans l'agglomération de sa ville natale où l'ovalie est le sport le plus populaire ; il évolue en junior dans les rangs du RC Mont-Dore.
Il quitte la Nouvelle-Calédonie à 20 ans pour rejoindre la métropole, et intègre le centre de formation du RC Aubenas, pensionnaire de Fédérale 1 où évolue l'un de ses frères. Après une saison, il rejoint les espoirs de l'AS Béziers, tout juste relégué en Pro D2,. Non assuré sur son avenir, il quitte le club après un an et retourne vers la Fédérale 1, au sein de l'UR Marmande Casteljaloux, entente créée cette même année avec l'objectif sous trois saisons d'une accession à l'échelon professionnel. Au terme de ce jalon, l'équipe lot-et-garonnaise ne remplit pas le contrat et les deux entités divorcent. L'ex-entraîneur de l'URMC est engagé à la tête de l'Avenir valencien et emmène Tao avec lui vers son nouveau club, toujours en première division amatrice. Ce dernier est récompensé en 2013 par une sélection en équipe de France amateur, le temps d'une confrontation contre l'Écosse durant laquelle le néo-calédonien inscrit un essai.
Après trois saisons à Valence ponctuées d'un nouvel échec en demi-finale d'accession en Pro D2, il est un premier temps espéré pour rejoindre l'effectif de l'Avenir castanéen. Invité à une semaine de tests physiques par le manager de l'US Dax Richard Dourthe, il tire son épingle du jeu et signe ainsi en 2013 son premier contrat professionnel au sein du club landais, en Pro D2,.
À l'issue d'une saison à l'entame prometteuse en tant que titulaire, mais ponctuée de deux blessures, il n'est pas conservé et signe au RC Aubenas en Fédérale 1, où il rejoint son frère ainé Roy Wemama.
Il rejoint ensuite le Lot-et-Garonne, signant son retour à l'US Marmande, toujours en Fédérale 1,. Il reste ensuite dans le département, intégrant l'US Casteljaloux en Fédérale 3 pour la saison 2019-2020, puis le RC bazeillais en division Pré-fédérale en 2020-2021.